# Reto Berra
Reto Berra, född 3 januari 1987, är en schweizisk professionell ishockeymålvakt som spelar för HC Fribourg-Gottéron i NLA.
Han har tidigare spelat för Anaheim Ducks, Florida Panthers, Colorado Avalanche och Calgary Flames i NHL och på lägre nivåer för San Diego Gulls, Springfield Thunderbirds, San Antonio Rampage, Lake Erie Monsters och Abbotsford Heat i AHL och ZSC Lions, HC Davos, SCL Tigers, SC Langnau, EV Zug och EHC Biel i den schweiziska toppligan Nationalliga A.
Berra draftades i fjärde rundan i 2006 års draft av St. Louis Blues som 106:e spelare totalt.